# Gundelinda de Baviera
Gundelinda de Baviera (en alemán, Gundelinde von Bayern; Múnich, 26 de agosto de 1891 - Deggendorf, 16 de agosto de 1983) fue la última de los trece hijos del entonces príncipe bávaro Luis y de su esposa, la archiduquesa María Teresa de Austria-Este, princesa de Módena.

## Biografía
Le llevaba a su hermano mayor, Ruperto, veintidós años de diferencia. Estaría muy unida a sus hermanas. En 1913, su padre ascendió al trono bávaro con el nombre de Luis III.
Poco después del fin de la Primera Guerra Mundial y de la monarquía bávara, Gundelinda de 27 años se comprometió con el conde Juan Jorge de Preysing-Lichtenegg-Moos, de 31. Para ese momento, su madre, la reina María Teresa, ya estaba muy mal de salud y murió el 3 de febrero de 1919; veinte días después, la boda tuvo lugar en el castillo de Wildenwart. Para el novio, este era el segundo matrimonio. Solo cuatro años antes, el 18 de septiembre de 1915, en Múnich, se había casado con la condesa Ana von Lerchenfeld, la cual murió el 13 de abril de 1916, menos de un año después de la boda.
Gundelinda y Juan Jorge tuvieron dos hijos:
- Juan Gaspar (19 de diciembre de 1919 - 14 de febrero de 1940), murió en acción a la edad de 20 años. Al estar soltero, la familia Preysing se extinguió en la línea masculina.
- María Teresa (23 de marzo de 1922 - 14 de septiembre de 2003), casada con el conde Luis de Arco-Zinnenberg; tuvieron un hijo. Su marido murió en la Segunda Guerra Mundial en la Unión Soviética el 18 de febrero de 1942. Un año después, se casó con su cuñado, el conde Ulrico Felipe, con quien tuvo dos hijos, el menor de los cuales, Riprando, se casó con la archiduquesa María Beatriz de Austria-Este, hija del archiduque Roberto de Austria-Este y de la princesa Margarita de Saboya-Aosta y por lo tanto nieta del último emperador Carlos I de Austria. Una de sus hijas, Olimpia, se casaría con Juan Cristóbal Napoleón, el pretendiente al trono francés por la Casa de Bonaparte.

Juan Jorge murió en 1924. Gundelinda no se volvió a casar y le sobrevivió casi sesenta años. Fue la última sobreviviente de todos los hijos del último rey de Baviera.
En la actualidad, el Castillo de Moos está en posesión de los Arco-Zinneberg, descendientes de su hija María Teresa.